# Palais Jakab
 (signalé en août 2025).
Si vous disposez d'ouvrages ou d'articles de référence ou si vous connaissez des sites web de qualité traitant du thème abordé ici, merci de compléter l'article en donnant les références utiles à sa vérifiabilité et en les liant à la section « Notes et références ».
- Archive Wikiwix
- Bing
- Cairn
- DuckDuckGo
- E. Universalis
- Gallica
- Google
- G. Books
- G. News
- G. Scholar
- Persée
- Qwant
- (zh) Baidu
- (ru) Yandex
- (wd) trouver des œuvres sur Wikidata

Le palais Jakab (slovaque : Jakabov palác) est un bâtiment de Košice (Slovaquie) situé à l'angle des rues Mlynská et Štefániková à proximité de la gare.

## Historique
Le bâtiment a été construit par et pour Peter Jakab, auteur de nombreux bâtiments éclectiques. La construction fut terminée en 1899.
Après la libération de la ville par l'armée soviétique, le palais a été quelques mois le palais du président de la Tchécoslovaquie Edvard Beneš.
Jusqu'en 1968, le palais était situé sur les rives de la rivière Hornad. La rivière a été détournée pour faire place à une importante voie de communication.
Entre 1992 et 2000, il a été le siège du British Council de Košice.

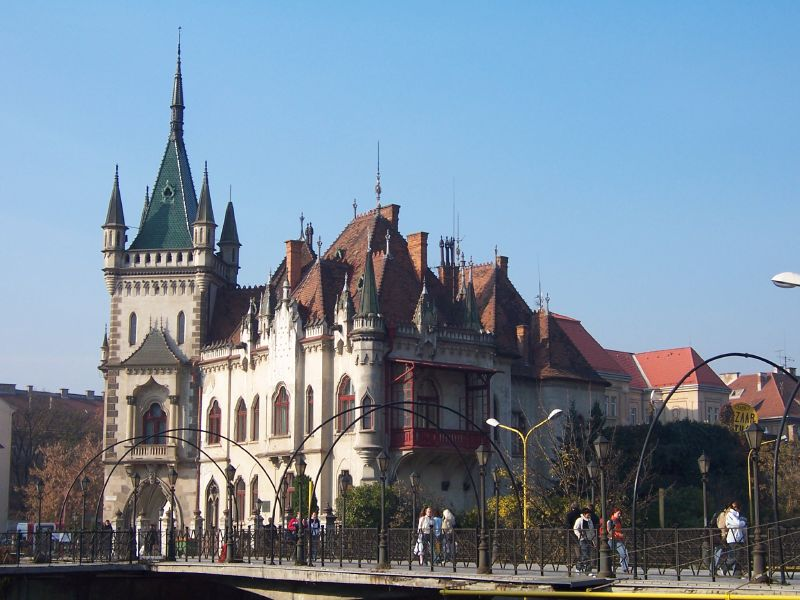
palais Jakabov depuis le parc de la ville